# Partido Popular do Camboja
O Partido Popular do Camboja (em khmer: គណបក្សប្រជាជនកម្ពុជា, Kanakpak Pracheachun Kâmpuchéa) é o partido atualmente no poder no Camboja. Anteriormente comunista, foi o partido único sob o regime da República Popular do Kampuchea, quando era chamado Partido Revolucionário do Povo Khmer, denominação também traduzida como Partido Revolucionário do Povo do Kampuchea (PRPK).
O Secretário-Geral no partido, entre  1979 e 5 de dezembro de 1981, era Pen Sovan.
O partido governa o Camboja desde 1979, sendo assim dos partidos governantes mais antigos no Mundo. Inicialmente, como PRPK, o partido seguia uma linha comunista e marxista-leninista, com a República Popular do Kampuchea a ser firme aliado da União Soviética e do Vietname. Com a queda da União Soviética e do comunismo na Europa de Leste, e também, com o fim da Guerra cambojana-vietnamita, o partido alterou o seu nome para Partido Popular do Camboja, bem como abandonou o comunismo passando a definir-se como um partido defensor do Capitalismo e do Liberalismo económico.

## Resultados eleitorais

### Eleições legislativas
| Data                              | CI. | Votos     | %             | +/-  | Deputados | +/- | Status  |
| --------------------------------- | --- | --------- | ------------- | ---- | --------- | --- | ------- |
| 1981                              | 1.º | 3 209 377 | 100,0 / 100,0 | 100  | 117 / 117 | 117 | Governo |
| Após a queda do comunismo em 1989 |     |           |               |      |           |     |         |
| 1993                              | 2.º | 1 533 471 | 38,2 / 100,0  | 62,8 | 51 / 120  | 66  | Governo |
| 1998                              | 1.º | 2 030 790 | 41,4 / 100,0  | 3,2  | 64 / 120  | 13  | Governo |
| 2003                              | 1.º | 2 447 259 | 47,3 / 100,0  | 5,9  | 73 / 123  | 9   | Governo |
| 2008                              | 1.º | 3 492 374 | 58,1 / 100,0  | 10,8 | 90 / 123  | 17  | Governo |
| 2013                              | 1.º | 3 235 969 | 48,8 / 100,0  | 9,3  | 68 / 123  | 22  | Governo |
| 2018                              | 1.º | 4 889 113 | 76,9 / 100,0  | 28,1 | 125 / 125 | 57  | Governo |
| 2023                              | 1.º | 6 398 311 | 82,3 / 100,0  | 5,45 | 120 / 125 | 5   | Governo |